# Roning under sommer-OL 2020 - Letvægtsdobbeltsculler (damer)
Damernes roning i letvægtsdobbeltsculler under Sommer-OL 2020 finder sted den 24. juli - 29. juli 2021 i Sea Forest Waterway, der ligger i Tokyo Bay zonen. 36 roere fra 18 nationer deltog.

## Format
Der er i alt kvalificeret 18 mandskaber til konkurrencen, der bliver indledt med tre indledende heats med seks mandskaber i hvert heat. De to bedste mandskaber fra hvert heat går til semifinalerne mens de resterende går til to opsamlingsheat. I opsamlingsheatene går de tre bedste mandskaber videre til semifinalerne. I de to semifinaler går de tre bedste mandskaber til finalen mens de resterende seks mandskaber kommer i B finalen og ror om pladserne 7 – 12.

## Kvalifikation
Hver NOC kan kvalificere én båd i klassen.
| Kvalifikation                                     | Dato                           | Vært      | Pladser | Kvalificeret                                                                          |
| ------------------------------------------------- | ------------------------------ | --------- | ------- | ------------------------------------------------------------------------------------- |
| VM i roning 2019                                  | 25. august – 1. september 2019 | Østrig    | 7       | Holland · Storbritannien · Rumænien · New Zealand · Hviderusland · Frankrig · Italien |
| Afrikansk Kvalifikationsturnering 2019            | 10. – 13. oktober 2019         | Tunesien  | 1       | Tunesien                                                                              |
| Amerikansk Kvalifikationsturnering 2020           | 2. – 5. april 2020             | Brasilien | 3       |                                                                                       |
| Europæisk Kvalifikationsturnering 2020            | 27. – 29. april 2020           | Italien   | 2       |                                                                                       |
| Asiatisk og Oceanien Kvalifikationsturnering 2020 | 27. – 30. april 2020           | Sydkorea  | 3       |                                                                                       |
| Afsluttende Kvalifikationsturnering 2020          | 17.–19. maj 2020               | Schweiz   | 2       |                                                                                       |
| Total                                             |                                |           | 18      |                                                                                       |

## Tidsplan
Konkurrencen blev afholdt over seks dage. 
Alle tider er japansk standard tid (UTC+9)
| Dato                  | Tid   | Runde            |
| --------------------- | ----- | ---------------- |
| Lørdag 24. juli 2021  | 10:20 | Heats            |
| Søndag 25. juli 2021  | 10:20 | Repechage        |
| Onsdag 28. juli 2021  | 11:40 | Semifinaler A/B* |
| Torsdag 29. juli      | 9:00  | Finale B*        |
| Torsdag 29. juli      | 10:10 | Finale A         |
| Torsdag 29. juli 2021 | 11:30 | Finale C*        |

* Arrangementet er blevet omplanlagt.

## Resultater

### Heat

#### Heat 1
| Placering | Bane | Udøvere                            | Nation     | Tid     | Note |
| --------- | ---- | ---------------------------------- | ---------- | ------- | ---- |
| 1         | 2    | Laura Tarantola Claire Bové        | Frankrig   | 7:03.47 | Q    |
| 2         | 1    | Valentina Rodini Federica Cesarini | Italien    | 7:04.66 | Q    |
| 3         | 6    | Mary Reckford Michelle Sechser     | USA        | 7:05.30 | R    |
| 4         | 3    | Patricia Merz Frédérique Rol       | Schweiz    | 7:08.66 | R    |
| 5         | 4    | Aoife Casey Margaret Cremen        | Irland     | 7:17.67 | R    |
| 6         | 5    | Mutiara Rahma Putri Melani Putri   | Indonesien | 7:52.57 | R    |

#### Heat 2
| Placering | Bane | Udøvere                             | Nation    | Tid     | Note |
| --------- | ---- | ----------------------------------- | --------- | ------- | ---- |
| 1         | 4    | Marieke Keijser Ilse Paulis         | Holland   | 7:07.73 | Q    |
| 2         | 1    | Jill Moffatt Jennifer Casson        | Canada    | 7:11.30 | Q    |
| 3         | 6    | Chiaki Tomita Ayami Oishi           | Japan     | 7:22.47 | R    |
| 4         | 5    | Lường Thị Thảo Đinh Thị Hảo         | Vietnam   | 7:36.21 | R    |
| 5         | 3    | Nour El-Houda Ettaieb Khadija Krimi | Tunesien  | 7:39.61 | R    |
| 6         | 2    | Yulisa López Jennieffer Zúñiga      | Guatemala | 7:53.35 | R    |

#### Heat 3
| Placering | Bane | Udøvere                              | Nation                    | Tid     | Note |
| --------- | ---- | ------------------------------------ | ------------------------- | ------- | ---- |
| 1         | 1    | Ionela-Livia Cozmiuc Gianina Beleagă | Rumænien                  | 7:01.74 | Q    |
| 2         | 5    | Emily Craig Imogen Grant             | Storbritannien            | 7:03.29 | Q    |
| 3         | 4    | Anastasia Lebedeva Maria Botalova    | Ruslands Olympiske Komité | 7:07.67 | R    |
| 4         | 3    | Ina Nikulina Alena Furman            | Hviderusland              | 7:10.15 | R    |
| 5         | 2    | Valentina Cavallar Louisa Altenhuber | Østrig                    | 7:26.22 | R    |
| 6         | 6    | Milka Kraljev Evelyn Silvestro       | Argentina                 | 7:29.27 | R    |

### Opsamlingsheat

#### Opsamlingsheat 1
| Placering | Bane | Udøvere                             | Nation       | Tid     | Note |
| --------- | ---- | ----------------------------------- | ------------ | ------- | ---- |
| 1         | 4    | Mary Reckford Michelle Sechser      | USA          | 7:21.25 | Q    |
| 2         | 2    | Ina Nikulina Alena Furman           | Hviderusland | 7:26.99 | Q    |
| 3         | 3    | Chiaki Tomita Ayami Oishi           | Japan        | 7:34.45 | Q    |
| 4         | 1    | Milka Kraljev Evelyn Silvestro      | Argentina    | 7:39.53 | FC   |
| 5         | 5    | Nour El-Houda Ettaieb Khadija Krimi | Tunesien     | 7:54.95 | FC   |
| 6         | 6    | Mutiara Rahma Putri Melani Putri    | Indonesien   | 8:03.19 | FC   |

#### Opsamlingsheat 2
| Placering | Bane | Udøvere                              | Nation                    | Tid     | Note |
| --------- | ---- | ------------------------------------ | ------------------------- | ------- | ---- |
| 1         | 4    | Patricia Merz Frédérique Rol         | Schweiz                   | 7:22.02 | Q    |
| 2         | 3    | Anastasia Lebedeva Maria Botalova    | Ruslands Olympiske Komité | 7:22.72 | Q    |
| 3         | 5    | Aoife Casey Margaret Cremen          | Irland                    | 7:23.46 | Q    |
| 4         | 1    | Valentina Cavallar Louisa Altenhuber | Østrig                    | 7:42.31 | FC   |
| 5         | 2    | Lường Thị Thảo Đinh Thị Hảo          | Vietnam                   | 7:53.69 | FC   |
| 6         | 6    | Yulisa López Jennieffer Zúñiga       | Guatemala                 | 8:13.27 | FC   |

### Semifinaler

#### Semifinale A/B 1
| Placering | Bane | Utøver                       | Nation         | Tid     | Note |
| --------- | ---- | ---------------------------- | -------------- | ------- | ---- |
| 1         | 5    | Emily Craig Imogen Grant     | Storbritannien | 6:41.99 | FA   |
| 2         | 3    | Laura Tarantola Claire Bové  | Frankrig       | 6:42.92 | FA   |
| 3         | 4    | Marieke Keijser Ilse Paulis  | Holland        | 6:43.85 | FA   |
| 4         | 2    | Patricia Merz Frédérique Rol | Schweiz        | 6:48.92 | FB   |
| 5         | 1    | Aoife Casey Margaret Cremen  | Irland         | 6:49.24 | FB   |
| 6         | 6    | Ina Nikulina Alena Furman    | Hviderusland   | 6:54.78 | FB   |

#### Semifinale A/B 2
| Placering | Bane | Utøver                               | Nation                    | Tid        | Note |
| --------- | ---- | ------------------------------------ | ------------------------- | ---------- | ---- |
| 1         | 4    | Valentina Rodini Federica Cesarini   | Italien                   | 6:41.36 WB | FA   |
| 2         | 5    | Mary Reckford Michelle Sechser       | USA                       | 6:41.54    | FA   |
| 3         | 3    | Ionela-Livia Cozmiuc Gianina Beleagă | Rumænien                  | 6:42.08    | FA   |
| 4         | 1    | Anastasia Lebedeva Maria Botalova    | Ruslands Olympiske Komité | 6:45.23    | FB   |
| 5         | 6    | Chiaki Tomita Ayami Oishi            | Japan                     | 6:56.52    | FB   |
| 6         | 2    | Jill Moffatt Jennifer Casson         | Canada                    | 7:00.82    | FB   |

### Finaler

#### C-finale
| Placering | Bane | Udøvere                              | Nation     | Tid     | Note |
| --------- | ---- | ------------------------------------ | ---------- | ------- | ---- |
| 13        | 3    | Milka Kraljev Evelyn Silvestro       | Argentina  | 7:05.82 |      |
| 14        | 4    | Valentina Cavallar Louisa Altenhuber | Østrig     | 7:15.25 |      |
| 15        | 2    | Lường Thị Thảo Đinh Thị Hảo          | Vietnam    | 7:19.05 |      |
| 16        | 5    | Nour El-Houda Ettaieb Khadija Krimi  | Tunesien   | 7:22.25 |      |
| 17        | 1    | Mutiara Rahma Putri Melani Putri     | Indonesien | 7:25.06 |      |
| 18        | 6    | Yulisa López Jennieffer Zúñiga       | Guatemala  | 7:27.51 |      |

#### B-finale
| Placering | Bane | Udøvere                           | Nation                    | Tid     | Note |
| --------- | ---- | --------------------------------- | ------------------------- | ------- | ---- |
| 7         | 3    | Patricia Merz Frédérique Rol      | Schweiz                   | 6:49.16 |      |
| 8         | 5    | Aoife Casey Margaret Cremen       | Irland                    | 6:49.90 |      |
| 9         | 4    | Anastasia Lebedeva Maria Botalova | Ruslands Olympiske Komité | 6:51.65 |      |
| 10        | 2    | Chiaki Tomita Ayami Oishi         | Japan                     | 6:54.94 |      |
| 11        | 6    | Ina Nikulina Alena Furman         | Hviderusland              | 6:57.84 |      |
| 12        | 1    | Jill Moffatt Jennifer Casson      | Canada                    | 6:59.72 |      |

#### A-finale
| Placering                        | Bane | Udøvere                              | Nation         | Tid     | Note |
| -------------------------------- | ---- | ------------------------------------ | -------------- | ------- | ---- |
| 1                                | 4    | Valentina Rodini Federica Cesarini   | Italien        | 6:47.54 |      |
| 2. plads, sølvmedaljemodtager(e) | 2    | Laura Tarantola Claire Bové          | Frankrig       | 6:47.68 |      |
| 3                                | 1    | Marieke Keijser Ilse Paulis          | Holland        | 6:48.03 |      |
| 4                                | 3    | Emily Craig Imogen Grant             | Storbritannien | 6:48.04 |      |
| 5                                | 5    | Mary Reckford Michelle Sechser       | USA            | 6:48.54 |      |
| 6                                | 6    | Ionela-Livia Cozmiuc Gianina Beleagă | Rumænien       | 6:49.40 |      |